# Società Talco e Grafite Val Chisone
La Società Talco e Grafite Val Chisone era un'azienda italiana con sede a Pinerolo, città metropolitana di Torino.
Nel 1907 si costituì la Società Talco e Grafite Val Chisone S.p.a. con sede a Pinerolo, la quale subentrò alla Anglo Italian Talc and Plumbago Mines Company di Liverpool costituitasi nel 1887 e che raggruppava alcuni concessionari locali e imprenditori inglesi. Nel volgere di poco più di dieci anni assunse il quasi monopolio dell'attività estrattiva dando un grande impulso all'estrazione del talco e della grafite e nella realizzazione delle infrastrutture legate all'attività di estrazione, come la realizzazione di una seconda teleferica, che affiancava la storica "Gran Courdun" inaugurata nel 1893. Tra le varie acquisizioni vi sono quella nel 1909 della Società “Italiana Grafiti” e quella del 1921 dello stabilimento Isolantite di Pinerolo in cui si producevano con il talco prodotti ceramici destinati a usi nel campo dell'elettrotecnica.
Tra gli anni 1929 e 1930, date le proporzioni imponenti che l’estrazione del talco stava assumendo in Sardegna, si avviò, grazie alla costituzione della Soc. “Talco Enrico Tron &. C.” ,imprenditore che da diversi anni commerciava il con la Società Talco e Grafite Val Chisone, il processo di acquisizione di alcune miniere nella provincia di Nuoro. Data l’esigenza di trasporto del talco fino alla stabilimento di Livorno furono acquistate anche due navi: la Onice e la Val Chisone. Quando lo stabilimento toscano fu chiuso il mulino a martelli Raymond fu smontato, trasportato nello stabilimento di Malanaggio (Porte) e rimontato vicino a mulini uguali già presenti nell'impianto.
L’attività continuò portando all'apertura delle nuove miniere in Val Germanasca: Gianna (1935), Paola (1937), Vittoria (1941), S.Pietro (1947) e Carla (1955).
A partire dagli anni Cinquanta furono introdotti nelle varie gallerie dei piccoli locomotori a batteria per facilitare il trasporto del talco, dello sterile e di tutti i materiali accessori; invece gli stabilimenti di macinazione di Malanaggio (Porte) e di San Sebastiano (Perosa Argentina) furono raccordati con la tramvia Pinerolo - Perosa Argentina fino alla sua chiusura.
Col tempo si manifestarono i primi segnali di crisi ed alcuni giacimenti si esaurirono: si susseguirono le chiusure dei cantieri di Malzas (ottobre 1960), Comba La Fracia – Sapatlé e Pleinet (1961), La Roussa (aprile 1963), Envie (ottobre 1963) e Maniglia (marzo 1968). Le restanti miniere furono ristrutturate in tre sezioni: Gianfranco, Gianna e Crosetto, mentre la Paola venne unificata alla Gianna e la Vittoria venne definitivamente chiusa.
Nel corso degli anni la Società Talco Grafite estende la sua attività estrattiva anche in altre zone italiane (assorbendo la Società Miniere di Grafite della Bormida) e all'estero (in Spagna - Società “Española de Talcos”).
All’inizio degli anni Ottanta si abbandonò l’estrazione della grafite con la chiusura delle miniere dapprima di Inverso Pinasca ed infine di San Germano Chisone (Icla - Brutta Comba nel 1984). Con la chiusura delle miniere di grafite ci fu la conseguente chiusura dello stabilimento Elettrodi di Pinerolo, che fin dagli anni Trenta produceva elettrodi di grafite naturale per forni elettrici, e la riconversione di parte dello stabilimento di Malanaggio di Porte, che trattava la grafite, in talco. Quello stesso anno fu ceduto lo stabilimento Isolantite a Pinerolo ad una cooperativa appositamente creata tra parte degli operai che vi lavoravano.
Nel 1989, la Talc de Luzenac, appartenente al gruppo anglo-australiano Rio Tinto, subentra alla società Talco e Grafite Val Chisone rilevandone tutto il patrimonio e cambiando il nome in Luzenac Val Chisone. Al momento della cessione erano attivi gli stabilimenti di macinazione di Malanaggio (Porte), San Sebastiano (Perosa Argentina) e di Orani (Sardegna).